# Woda do iniekcji
Woda do wstrzykiwań, woda do iniekcji, woda do wstrzyknięć (łac. aqua ad iniectabilia, aqua pro injectione) – woda stosowana w procesie wytwarzania leków do podania pozajelitowego jako rozpuszczalnik oraz do rozpuszczania lub rozcieńczania substancji lub preparatów do podania pozajelitowego.
Woda do wstrzykiwań występuje  jako woda do wstrzykiwań produkcyjna, którą uzyskuje się poprzez destylację wody przeznaczonej do spożycia zgodnie z obowiązującymi normami lub wody oczyszczonej oraz jako woda do wstrzykiwań wyjałowiona, którą uzyskuje się poprzez podzielenie do odpowiednich pojemników wody do wstrzykiwań produkcyjnej i sterylizację termiczną.
Wody do wstrzykiwań nie należy podawać w objętości powyżej 50 mililitrów, ze względu na możliwość wystąpienia hemolizy wewnątrznaczyniowej. W przypadku konieczności podania większej objętości, należy do wody do wstrzykiwań dodać inny płyn infuzyjny w takiej objętości, aby uzyskać osmolalność równą co najmniej połowy osmolalności osocza krwi (na przykład poprzez dodanie równej objętości płynu fizjologicznego lub 5% roztworu glukozy).
Po podaniu większej objętości wody do wstrzykiwań u pacjentów z utajoną niewydolnością nerek, alkoholizmem oraz wzmożonym wydzielaniem hormonu antydiuretycznego może wystąpić przewodnienie hipotoniczne.
Niezgodność farmaceutyczna występuje z substancjami nierozpuszczalnymi w wodzie, substancjami oleistymi oraz niektórymi substancjami alkoholowymi.